# Легкозаймисті речовини
Легкозаймисті речовини — рідини (ацетон, бензин, спирт та ін.), а також речовини, які можуть займатися від контакту з повітрям чи іншими окислювачами.

Загальна назва речовин, здатних до самозаймання або самостійного горіння після видалення джерела запалювання.